# Anne Cannon Forsyth
Anne Cannon Forsyth foi uma ativista educacional que criou a Anne C. Stouffer Foundation em 1967, que foi a primeira fundação a oferecer bolsas de estudo completas para jovens estudantes afro-americanos para frequentar os internatos preparatórios de elite do sul. Ela também atuou como fundadora e presidente do Fundo da Carolina do Norte. O Anne Cannon Trust concedeu cem mil dólares à Appalachian State University para fornecer bolsas de estudos para populações sub-representadas.

## Ativismo educacional
Nascido em uma família rica em Winston-Salem, Carolina do Norte, Forsyth sentiu a necessidade de ajudar pessoas sub-representadas. Especificamente, Forsyth estava preocupada com os problemas da pobreza e do racismo. Ela começou seu trabalho ajudando essa causa criando a Anne C. Stouffer Foundation em 1967, que visava "promover a integração das escolas preparatórias do sul". A Anne C. Stouffer Foundation ajudou em grande parte a integrar a Escola Episcopal da Virgínia em 1967, Bill Alexander e Marvin Barnard estavam entre os dois primeiros a participar. Forsyth pensou no início do programa levando em conta os benefícios que ela acreditava que os estudantes negros e brancos adquiririam. A fundação ao longo de sua operação de 1967 a 1975 permitiu que 142 estudantes, principalmente afro-americanos, frequentassem escolas preparatórias em todo o sul dos Estados Unidos.

## Família
Anne Cannon Forsyth era filha de Zachary Smith Reynolds e Anne Cannon Stauffer. Forysth teve uma infância conturbada após o divórcio de seus pais e a morte precoce de seu pai.
Forsyth tem dois filhos, Zachary Tate e Jock Tate, ambos envolvidos na Fundação Z. Smith Reynolds.

## Legado
Em agosto de 2006, o Anne Cannon Trust foi fundado em homenagem a Forsyth, que financiou 20 bolsas de estudo para estudantes de grupos sub-representados na Appalachian State University. Forsyth também fundou o Comitê de Prêmios para a Educação (ACE), que financiou bolsas de estudos para estudantes de ensino médio americanos nativos e afro-americanos de Appalachia para programas de verão.